# Erythrodontium barteri
Erythrodontium barteri là một loài Rêu trong họ Entodontaceae. Loài này được (Mitt.) Broth. mô tả khoa học đầu tiên năm 1907.